# Anima (альбом Тома Йорка)
Anima — третий сольный альбом вокалиста Radiohead Тома Йорка, который вышел 27 июня 2019 года на лейбле XL Recordings. Йорк записал и спродюсировал альбом с Найджелом Годричем, с которым часто сотрудничает. Альбом сопровождается короткометражным фильмом режиссера Пола Томаса Андерсона, выпущенным на Netflix и в некоторых кинотеатрах IMAX. Это первый студийный альбом Йорка после альбома Tomorrow’s Modern Boxes, выпущенного в 2014 году, тур в поддержку нового альбома состоится в Северной Америке.

## История записи
Йорк записал альбом после периода творческого кризиса и беспокойства. Творческий процесс написания альбома был вдохновлен стилем живого выступления музыканта Flying Lotus; Йорк отправлял Годричу незаконченные, «растягивающиеся» импровизированные треки, а Годрич перерабатывал основные моменты треков в звуковые петли и семплы, для которых Йорк писал стихи. Йорк и Годрич исполнили несколько треков из альбома Anima, в том числе «Not the News», во время тура Tomorrow’s Modern Boxes, песня «Dawn Chorus» изначально была неизданной песней Radiohead, то же название носит компания, образованная группой.

## Музыка и тексты
Йорк описал альбом как «антиутопический» и сказал, что он связан с чувством беспокойства. В альбоме поднимается тема давления современной городской жизни; альбом был вдохновлен романами английского писателя Дж. Г. Балларда, такими, как «Высотка» (1975). Музыкально альбом в значительной степени электронный, в нем присутствуют «слои электронного фузза и разобранного на части шума».

## Продвижение
До выхода альбом Anima рекламировался вирусной маркетинговой кампанией. В июне 2019 года в городах по всему миру появились плакаты и реклама «Anima Technologies» — это была реклама компании, в которой способны восстановить утраченные сны с помощью «камеры сновидений». Звонок по объявленному номеру приводил к заранее записанному сообщению о том, что компания Anima Technologies была «захвачена» после «незаконных действий»; затем проигрывалась часть трека «Not the News». Далее следовали прогнозы относительно достопримечательностей Лондона.
Йорк объявил о выходе альбома в Твиттере 20 июня. Он также анонсировал короткометражный фильм под названием Anima, режиссером которого выступил Пол Томас Андерсон; фильм был впервые показан на Netflix и в кинотеатрах IMAX в день выхода альбома.

## Список треков
Слова и музыка всех песен — написаны Томом Йорком и Найджелом Годричем.
| №  | Название                                    | Длительность |
| -- | ------------------------------------------- | ------------ |
| 1. | «Traffic»                                   | 5:18         |
| 2. | «Last I Heard (…He Was Circling the Drain)» | 5:06         |
| 3. | «Twist»                                     | 7:03         |
| 4. | «Dawn Chorus»                               | 5:23         |
| 5. | «I Am a Very Rude Person»                   | 3:44         |
| 6. | «Not the News»                              | 3:57         |
| 7. | «The Axe»                                   | 6:59         |
| 8. | «Impossible Knots»                          | 4:20         |
| 9. | «Runwayaway»                                | 5:56         |

| №   | Название                                     | Длительность |
| --- | -------------------------------------------- | ------------ |
| 10. | «(Ladies & Gentlemen, Thank You for Coming)» | 4:57         |